# 카자흐스탄 국립도서관

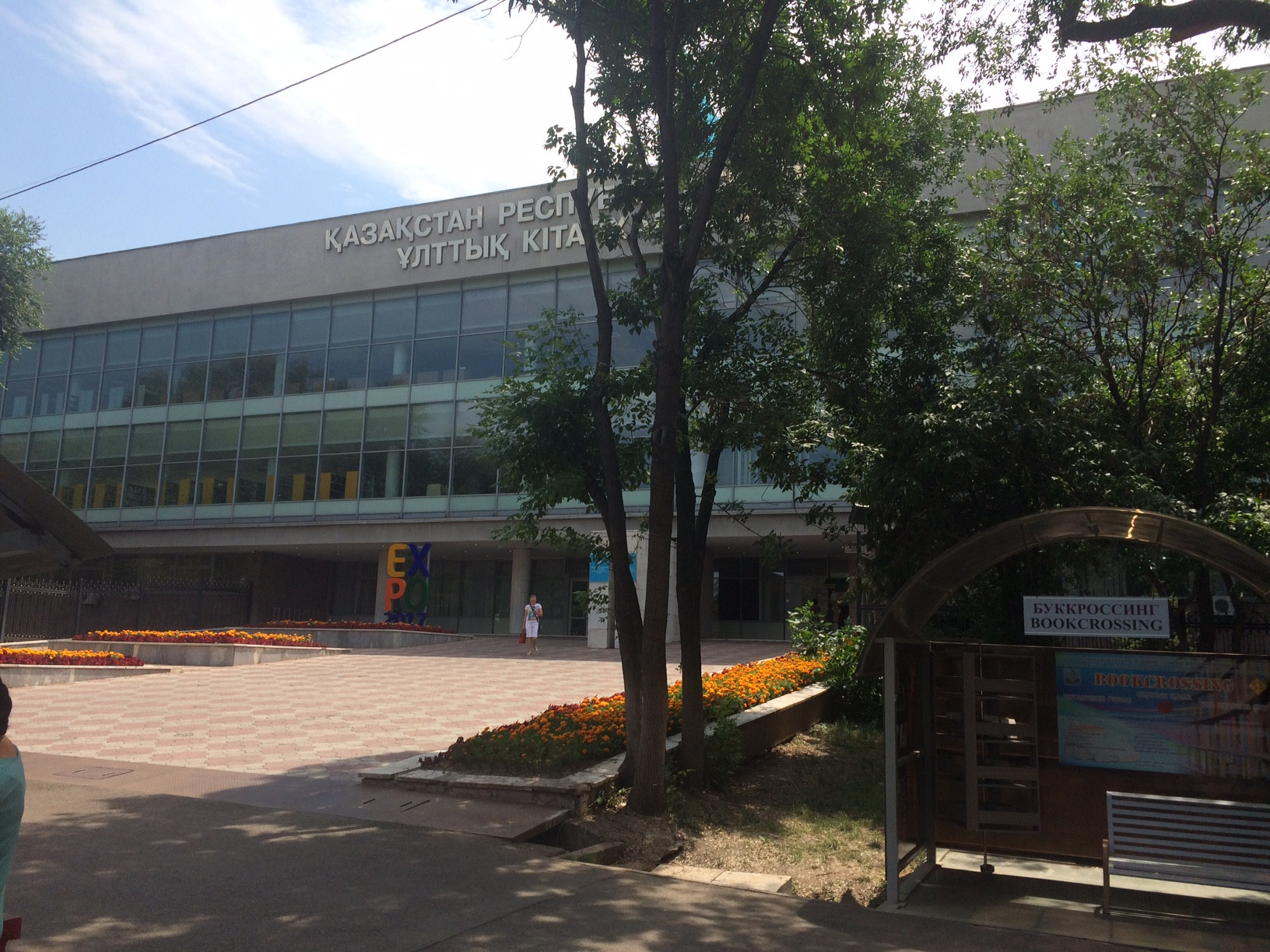

카자흐스탄 국립도서관(카자흐어: Национальная Библиотека Республики Казахстан)은 카자흐스탄 알마티에 위치한 국립도서관이다.